# Arthroleptella villiersi
Arthroleptella villiersi é uma espécie de anfíbio da família Petropedetidae.
É endémica da África do Sul.
Os seus habitats naturais são: matagais mediterrânicos, rios e plantações .
Está ameaçada por perda de habitat.